# Gazdátlanul Mexikóban
A Gazdátlanul Mexikóban (eredeti cím: Beverly Hills Chihuahua), amerikai színes élőszereplős film. 
Amerikában 2009-ben jelent meg. Magyarországon 2009-ben DVD-n, majd 2015-ben a Disney Channelen jelent meg.

## Cselekmény
Vivian Ashe Beverly Hillsben él, és egy elkényeztetett csivava-kutyahölgy, Chloe gazdája. Egy nap Vivian Ashe, mivel üzleti útra kell utaznia, felelőtlen unokahúgára, Rachelre bízza a kutyáját. Miután Rachel úgy dönt, hogy hétvégi kirándulásra megy Mexikóba a barátaival, Chloe eltűnik. 
A luxusban elkényeztetett kutya hölgy hirtelen szembesül az élet kemény valóságával. Kínjában találkozik Delgadóval, egy magányos német juhászkutyával, aki rendőrkutyaként dolgozott a helyi rendőrségnél, mielőtt társa meghalt, és elvesztette szaglóérzékét. Baráti kapcsolatot alakít ki vele, de aztán veszélybe kerül, amikor találkozik egy kegyetlen dobermannal, El Diablóval, és menekülnie kell előle.
Rachel, félve nagynénje reakciójától, amikor hazatér, úgy dönt, hogy Mexikóban keresi meg a csivava kutyát. Közben Papi, egy kis hiperaktív csivava, aki beleszeretett Chloéba, és gazdája, aki többek között Rachel nagynénjének kertépítője is, csatlakozik a kereséshez. 
Eközben Chloe a rendőrkutya, Delgado segítségével el tud menekülni a ravasz patkány Manuel elől, valamint annak barátja, egy Chico nevű idióta leguán elől. Nem sokkal később El Diablo megpróbálja elvinni Chloét a gazdájához, egy kutyaviadal-promóterhez. A rendőrség, Rachel és a kertész, valamint Papi és Delgado azonban a segítségére sietnek.
Végül mindenki épségben hazatér; Chloe újra találkozik Papival, ahogy a gazdája és Rachel is, Delgado pedig újra rendőrkutya lesz. Eközben El Diablót elfogják, és rövid időre a sintértelepre kerül, majd egy gazdag, rózsaszín ruhákért rajongó hölgyhöz költözik. Manuel, a patkány és leguán barátja is megismeri a luxust, és lemond a további csalárd üzelmekről.

## Szereposztás

### Élőszereplők
| Szereplő         | Színész          | Magyar hang   |
| ---------------- | ---------------- | ------------- |
| Ashley Reyes     | Jamie Lee Curtis | Kovács Nóra   |
| Rachel Ashe      | Piper Perabo     | Solecki Janka |
| Sam Cortez       | Manolo Cardona   | Hujber Ferenc |
| Ramierez nyomozó | Jesús Ochoa      | Váradi Zoltán |

### Szinkronhangok
| Szereplő  | Eredeti hang       | Magyar hang      |
| --------- | ------------------ | ---------------- |
| Delgado   | Andy García        | Mihályi Győző    |
| Chloe     | Drew Barrymore     | Kiss Virág       |
| Papi      | George Lopez       | Csankó Zoltán    |
| El Diablo | Edward James Olmos | Borbiczki Ferenc |
| Montezuma | Plácido Domingo    | Németh Gábor     |
| Chicho    | Paul Rodriguez     | Seszták Szabolcs |
| Manuel    | Cheech Martin      | Szokol Péter     |
| Chucho    | Luis Guzmán        | Megyerei János   |

## Fordítás
- Ez a szócikk részben vagy egészben  a   Beverly Hills Chihuahua című német Wikipédia-szócikk fordításán alapul.  Az eredeti cikk szerkesztőit annak laptörténete sorolja fel. Ez a jelzés csupán a megfogalmazás eredetét és a szerzői jogokat jelzi, nem szolgál a cikkben szereplő információk forrásmegjelöléseként.